# Добра (Ласький повіт)
Добра (пол. Dobra) — село в Польщі, у гміні Сендзейовиці Ласького повіту Лодзинського воєводства.
Населення — 262 особи (2011).
У 1975-1998 роках село належало до Серадзького воєводства.

## Демографія
Демографічна структура станом на 31 березня 2011 року:
|          | Загалом | Допрацездатний вік | Працездатний вік | Постпрацездатний вік |
| -------- | ------- | ------------------ | ---------------- | -------------------- |
| Чоловіки | 123     | 34                 | 75               | 14                   |
| Жінки    | 139     | 22                 | 81               | 36                   |
| Разом    | 262     | 56                 | 156              | 50                   |